# Hiiumaa
Nota linguística: Não confundir krahvkond (condado) com maakond (divisão administrativa)..
Hiiumaa é a segunda maior ilha da Estónia e do Arquipélago Moonsund, com 989 km². Fica no mar Báltico a norte de Saaremaa e forma a região de Hiiu (em estoniano:  Hiiu maakond ou Hiiumaa) e é uma das 15 regiões ou maakond da Estónia.
A maior cidade é Kärdla. Em finlandês é chamada Hiidenmaa, que significa literalmente "a terra do diabo".

## Geografia
Cerca de 60% do território está coberto por bosques; de facto, a ilha é a área mais arborizada do país. Há pinheiros, abetos e zimbros-rasteiros, e no interior da ilha há pântanos.  
A ilha é plana, e a altitude máxima é de 68 m. Na parte ocidental há alguns lagos, sendo o maior o Tihu Suurjärv, com una superfície de 85 ha.

## História

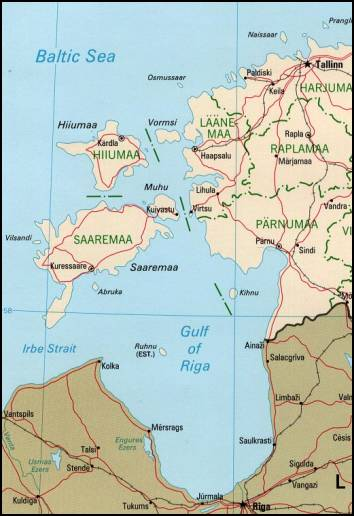
Mapa do arquipélago estónio

As provas arqueológicas sobre os primeiros assentamentos humanos em Hiiumaa remontam ao século IV a.C.. O primeiro documento onde se fala da ilha de Dageida foi realizado por cronistas em 1228, na época em que Hiiumaa, tal como o resto da Estónia, tinha sido conquistada por cruzados germânicos. Em 1254, Hiiumaa foi dividida entre o Bispado de Ösel-Wiek e a divisão livónia da Ordem Teutónica (que, em parte, actuava também em nome da Liga Hanseática). A ilha foi tomada pela Suécia entre 1563 e 1710. Grande parte dos falantes de sueco na ilha emigraram ou foram "estonianizados" durante o domínio do Império Russo, que se estendeu de 1710 até à Primeira Guerra Mundial, quando forças alemãs ocuparam a ilha.
Depois da guerra, passou a ser parte da Estónia independente. Foi anexada pelos soviéticos em 1940, pelos alemães em 1941 e de novo pelos soviéticos em 1944, passando a ser então parte da RSS da Estónia até ao colapso da União Soviética em 1991. Desde então, a ilha faz parte da Estónia independente.

## Municípios
O condado está subdividido e quatro municípios rurais (Estoniano: vallad - comunas).

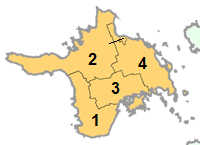
Municípios em Hiiumaa

Municípios rurais:
- 1 Emmaste
- 2 Hiiu
- 3 Käina
- 4 Pühalepa